# Lego Batman
Lego Batman er en produktlinje produceret af den danske legetøjskoncern LEGO. Det blev lanceret i 2006 og er baseret på superhelten Batman under licens fra DC Comics. Sættene indeholder fartøjer, karakterer og scener fra tegneserier og film. Inspirationen til disse varierer kraftigt. Eksempelvis har Batmobilen samme slanke form og prominente halefinner som i Tim Burtons film, mens Bat-tanken synes at være mere baseret på den kampvognsagtige udseende i Frank Millers tegneseriehæfte The Dark Knight Returns.
I 2008 udkom der et computerspil kaldet Lego Batman: The Videogame, sammen med fire nye sæt. Temaeet blev relanceret i 2012 som en del af Lego DC Universe Superheroes, som er et undertema af Lego Super Heroes. Fra 2206-2008 blev udgivet i alt 17 sæt, hvoraf næsten alle inkluderer en Batman-figur.
Desuden udkom animationsfilmen The Lego Batman Movie i 2017.